# U-4 (1935)
U-4 – niemiecki okręt podwodny typu IIA, służący w Kriegsmarine w dwudziestoleciu międzywojennym i podczas II wojny światowej. Była to niewielka jednostka przybrzeżna o wyporności podwodnej 303 ton i zasięgu na powierzchni 1600 Mm, wyposażona w trzy wyrzutnie torped kalibru 533 mm, zaś jej załogę tworzyło 25 osób.
Zwodowany 31 lipca 1935 roku okręt, po wejściu do służby pełnił funkcje szkolno-treningowe. Po wybuchu wojny przeprowadził cztery patrole, podczas których zatopił cztery jednostki, w tym brytyjski okręt podwodny HMS „Thistle”, uczestnicząc między innymi w kampanii norweskiej. W kwietniu 1940 roku zakończył służbę operacyjną i w lipcu tego roku powrócił do działalności szkolnej na Bałtyku, którą prowadził w ramach 21. Flotylli U-Bootów w Piławie. 1 sierpnia 1944 roku został wycofany ze służby.

## Budowa i konstrukcja
U-4 był jednostką typu IIA wybudowaną dla Niemiec w stoczni Deutsche Werke w Kilonii. Jednostka zaprojektowana została pod oznaczeniem typu MVBIIA w tajnym niemieckim biurze projektowym Ingenieurskantoor voor Scheepsbouw (IvS) w Hadze. Stępkę pod okręt położono 11 lutego 1935 roku w Kilonii, gdzie zwodowano go 31 lipca 1935 roku.
U-4 był jednokadłubowym okrętem podwodnym o konstrukcji spawanej i wyporności traktatowej 250 ton, jednak jego rzeczywista wyporność bojowa na powierzchni wynosiła 254 tony. Pod wodą okręt wypierał 303 tony, przy długości całkowitej 40,9 metra oraz szerokości 4,08 metra. W pozycji nawodnej kadłub miał zanurzenie 3,83 metra. Napęd okrętu tworzyły dwa 6-cylindrowe czterosuwowe silniki Diesla Motorenwerke Mannheim MWM RS127S o łącznej mocy 700 KM (2 × 350 KM) przy 1000 obrotach na minutę oraz dwa silniki elektryczne SSW PG W322/26 o mocy 300 kW (2 × 180 KM). Zastosowana forma kadłuba oraz układ napędowy umożliwiały jednostce osiąganie prędkości maksymalnej na powierzchni wynoszącej 13 węzłów, elektryczny zespół energetyczny zaś umożliwiał rejs podwodny z prędkością nieprzekraczającą 6,9 węzła. Zbiorniki paliwa mieściły łącznie 11,61 ton oleju napędowego, co umożliwiało jednostce rejs o długości 1600 mil morskich z prędkością 8 węzłów. Zasięg podwodny okrętu wynosił 35 mile morskie przy prędkości 4 węzłów. Podobnie jak w przypadku innych jednostek typów II, zanurzenie testowe okrętu wynosiło 100 metrów, zanurzenie maksymalne 150 metrów, zaś czas całkowitego zanurzenia 25 sekund.
Podstawowe uzbrojenie okrętu stanowiły torpedy typu G7a, umieszczone w trzech wyrzutniach torpedowych kalibru 533 mm na dziobie oraz dwie torpedy w zapasie. Opcjonalnie możliwe było zabranie przez okręt sześciu torped, przez umieszczenie dodatkowego pocisku w korytarzu między przedziałem torpedowym a centrum bojowym okrętu. Możliwość ta nie była jednak często wykorzystywana, gdyż dodatkowy ciężar w tym miejscu zaburzał trym okrętu i powodował jeszcze trudniejsze warunki życia dla 25 członków załogi. Zamiennie z torpedami, U-4 mógł przenosić do 18 min. Uzbrojenie to uzupełnione było pojedynczym działkiem przeciwlotniczym kalibru 20 mm.

## Służba jednostki
Po wodowaniu okrętu w lipcu 1935 roku, 17 sierpnia U-4 został przyjęty w skład Kriegsmarine, pod dowództwem Hannesa Weingärtnera. Rozpoczął wtedy działalność szkoleniową w ramach Unterseebootsschulflottille (US-FL) w Neustadt. 30 września 1937 roku dowództwo U-4 zostało powierzone kapitanleutnant (kptlt) Hansowi-Wilhelmowi von Dresky’emu, który sprawował je do 28 października 1938 roku. Wtedy też dowództwo U-4 objął kptlt Harro von Klot-Heydenfeldt.
W chwili wybuchu II wojny światowej U-4 był okrętem szkolnym, jednak z początkiem konfliktu natychmiast uzyskał status operacyjny i 4 września 1939 roku wyszedł z Wilhelmshaven w rejon w Skagerraku na swój pierwszy patrol bojowy, celem zwalczania brytyjskich okrętów podwodnych. Po bezowocnym patrolu 14 września powrócił do Dolnej Saksonii. Już cztery dni później ponownie wyszedł na patrol w Skagerraku, gdzie 22 września na południe od Arendal zatrzymał i zatopił za pomocą założonych ładunków wybuchowych fiński frachtowiec s/s „Martii Ragnar” o pojemności 2262 BRT, zaś następnego dnia w rejonie Smögen inny fiński statek – s/s „Walma”, o pojemności 1361 BRT.
Na początku wojny Adolf Hitler żywił nadzieję na wycofanie się Wielkiej Brytanii i Francji z wojny, toteż niemieckie okręty podwodne miały nakaz ścisłego przestrzegania prawa pryzowego. Rosnący jednak przepływ kontrabandy w statkach neutralnych na obszarze Morza Północnego spowodował, że 23 września adm. Erich Raeder spotkał się z Hitlerem w Gdańsku, celem przekonania go do poluźnienia obowiązujących U-Booty zasad. Po podbiciu Polski Hitler snuł już wówczas plany uderzenia na zachód, spodziewając się, że szybkie pokonanie Francji zmusi Wielką Brytanię do wyjścia z wojny i poproszenia o pokój. Poluźnienie zasad prowadzenia wojny podwodnej przez niemieckie okręty podwodne było więc zgodne z planami kanclerza III Rzeszy, który postrzegał to jako element zwiększający presję na Wielką Brytanię. Hitler zaaprobował więc wniosek adm. Raedera, i już 24 września Oberkommando der Marine (OKM) przekazało kommodore Karlowi Dönitzowi informację o poluźnieniu zasad na obszarze Morza Północnego, z jednoczesnym nakazem podejmowania prób ratowania załóg zatopionych jednostek. Jeszcze tego samego dnia – na południe od Risør – U-4 przeprowadził skuteczny atak torpedowy na szwedzki transportowiec s/s „Gertrud Bratt” (1510 BRT). Następnie – 29 września 1939 roku – okręt zawinął do bazy w Kilonii.

### Operacja Hartmut
Gdy po objęciu władzy we Francji przez Paula Reynauda, Francja wraz z Wielką Brytanią zaczęły planować inwazję na Norwegię celem zatrzymania zimowych transportów szwedzkiej rudy żelaza z niezamarzającego portu w Narwiku, oraz z zamiarem uzyskania baz lotniczych i morskich w Norwegii, Niemcy zdawały sobie sprawę z przygotowywanej operacji alianckiej. Chcąc uprzedzić aliantów, Niemcy zaczęły przygotowywać własną operacje zajęcia Norwegii, zaś będący już w tym czasie w randze kontradmirała Karl Dönitz wysłał na wody norweskie 32 ze swoich 48 okrętów podwodnych, w tym 18 jednostek wszystkich typów II. Jednym z niech był U-4, który 16 marca 1940 roku wyszedł na swój trzeci patrol, który miał początkowo odbywać się w Skagerraku i mieć na celu zwalczanie brytyjskich jednostek podwodnych. Jednak już po kilku dniach, podobnie jak inne U-Booty, U-4 otrzymał rozkaz udania się w rejon Lindesnes, gdzie według raportów zauważono duże zgrupowanie okrętów brytyjskich. W nowym rejonie patrolu zauważono brytyjski krążownik bez eskorty, jednak z uwagi na chęć utrzymania w tajemnicy własnych zamiarów zbliżającego się desantu, niemiecki okręt nie podjął ataku. U-4 otrzymał następnie rozkaz powrotu do bazy, gdzie zawinął 29 marca 1940 roku.

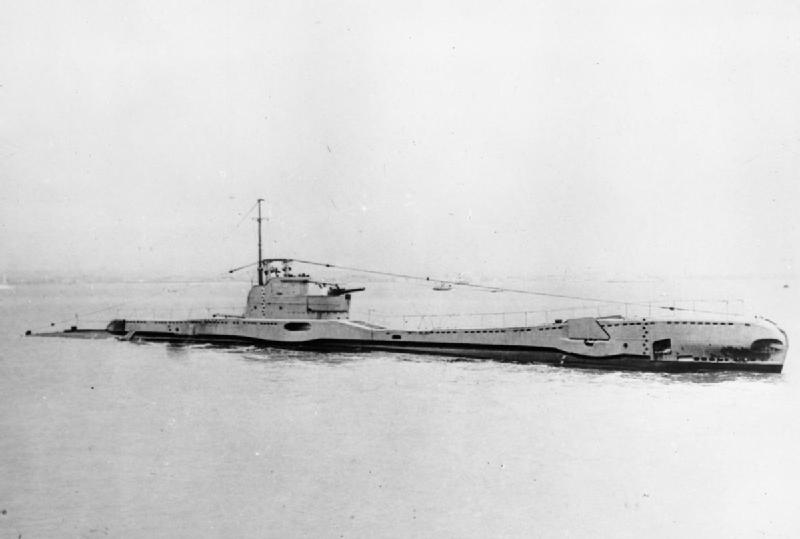
HMS „Thistle” (N24) zatopiony koło Stavanger przez U-4 (zdjęcie z sierpnia 1939 roku)

4 kwietnia 1940 roku U-4 ponownie wyszedł z Wilhelmshaven, z umieszczonym w zalakowanej kopercie rozkazem wzięcia udziału w operacji Hartmut. Po otwarciu rozkazów 6 kwietnia, dowódcy wszystkich uczestniczących w niej U-Bootów zostali poinstruowani o przydzielonych im rejonach patroli wzdłuż wybrzeża Norwegii, gdzie od 9 kwietnia miały wspierać niemieckie lądowo-morskie siły inwazyjne, celem zapobieżenia jakiemukolwiek przeciwdziałaniu ze strony okrętów brytyjskich. U-4 został przydzielony do 4. Grupy U-Bootów, mającej operować w pobliżu Stavanger. Dowodzony w tym czasie przez oberleutnanta zur see (Oblt.) Hansa-Petera Hinscha U-4 zajął wyznaczoną pozycję 9 kwietnia. Zgodnie z doniesieniami wywiadu, Brytyjczycy zaplanowali operację zaminowania wód w pobliżu Skudenes, toteż U-Booty z Wilhelmshaven – w tym U-4 – rozpoczęły patrole w tym rejonie.
| Dowódcy okrętu                     | Dowódcy okrętu       | Dowódcy okrętu       |
| ---------------------------------- | -------------------- | -------------------- |
| Kptlt. Hannes Weingaertner         | 17 sierpnia 1935     | 29 września 1937     |
| Kptlt. Hans-Wilhelm von Dresky     | 30 września 1937     | 28 października 1938 |
| Kptlt Harro von Klot-Heydenfeldt   | 29 października 1938 | 16 stycznia 1940     |
| Oblt. Hans-Peter Hinsch            | 17 stycznia 1940     | 7 czerwca 1940       |
| Oblt.. Heinz-Otto Schultze         | 8 czerwca 1940       | 28 lipca 1940        |
| Oblt. Hans-Jürgen Zetzsche         | 29 lipca 1940        | 2 lutego 1941        |
| Oblt. Hinrich-Oscar Bernbeck       | 3 lutego 1941        | 8 grudnia 1941       |
| Oblt. Wolfgang Leimkühler          | 9 grudnia 1941       | 15 czerwca 1942      |
| Oblt. Friedrich-Wilhelm Marienfeld | 16 czerwca 1942      | 23 stycznia 1943     |
| Oblt. Joachim Düppe                | 24 stycznia 1943     | 31 maja 1943         |
| Oblt. Paul Sander                  | 1 czerwca 1943       | 22 sierpnia 1943     |
| Oblt. Herbert Mumm                 | 23 sierpnia 1943     | maj 1944             |
| Oblt. Hubert Rieger                | maj 1944             | 9 lipca 1944         |

9 kwietnia 1940 roku brytyjski okręt podwodny HMS „Thistle” typu T zaatakował znajdujący się na powierzchni U-4 za pomocą sześciu torped, żadna z nich jednak nie trafiła. Niemiecki okręt wykonał awaryjne zanurzenie. Po północy Oblt Hinsch dostrzegł brytyjski okręt, stojący w bezruchu na powierzchni we fiordzie w pobliżu Stavanger, którego dowódca był prawdopodobnie nieświadomy obecności jednostki niemieckiej. Pierwsza wystrzelona przez U-4 torpeda chybiła celu, „Thistle” został jednak zatopiony drugą torpedą, która eksplodowała w jego śródokręciu. HMS „Thistle” stał się pierwszym alianckim okrętem podwodnym, którego zatopienie przez U-Boota zostało potwierdzone i jedynym okrętem wojennym zatopionym przez U-Booty podczas kampanii norweskiej.
W połowie kwietnia wszystkie okręty szkolne zostały odwołane z patroli na wodach norweskich i wraz z U-4 skierowane do wznowienia działalności szkolno-treningowej. Okręt dowodzony przez Oblt. Hinscha zawinął do bazy 14 kwietnia 1940 roku.

### Późniejsze losy okrętu
Do końca wojny U-4 nie prowadził już działalności operacyjnej i nie wyszedł na żaden patrol bojowy. Od lipca 1940 roku jednostka pełniła rolę treningową w ramach 21. Flotylli Szkolnej w Piławie. 1 sierpnia 1944 roku U-4 został wycofany z czynnej służby w Piławie, bądź – według innych źródeł – w Gdyni.
Na przełomie 1944 i 1945 roku okręt został złomowany, zaś części jego wyposażenia wykorzystano jako pomoce naukowe lub części zamienne dla innych jednostek. Według niektórych źródeł 29 marca 1945 roku okręt został zajęty przez wkraczające do Piławy wojska radzieckie, po czym został pocięty na złom. Inne zaś podają, że wrak U-4 został zajęty przez wojska radzieckie po opanowaniu Gdyni, po czym został odholowany do Ustki, gdzie został zatopiony przez Rosjan, a w roku 1950 został wydobyty przez polski zarząd portu i złomowany w 1951 roku.